# Lineage (computerspel)
Lineage is een computerspel ontwikkeld en uitgegeven door NCsoft voor Windows. De massively multiplayer online role-playing game (MMORPG) verscheen op 3 september 1998.

## Spel
Spelers spelen vanuit een isometrische projectie en besturen een personage dat tegen andere spelers vecht (PvP) en zo ervaringspunten krijgt. Deze punten kunnen vervolgens verdeeld worden over specifieke eigenschappen, om zo het personage sterker te maken. Veilige zones zijn de steden waarin niet wordt gevochten. Spelers kunnen zich aansluiten bij een groep om mee te doen aan groepsgevechten.
Spelers kunnen kiezen uit zeven klassen: Elf, Duistere Elf, Ridder, Prins, Magiër, Drakenridder en Illusionist.
Het spel was met name populair in Korea en wist in 2006 ruim 43 miljoen spelers aan te trekken.

## Ontvangst
Lineage ontving redelijk positieve recensies. Op aggregatiewebsites Metacritic en GameRankings heeft het spel verzamelde scores van respectievelijk 59% en 65%.